# 1072

سنة 1072 كانت سنة كبيسة تبدأ يوم الأحد حسب التقويم اليولياني.

## أحداث
- تأسيس مدينة بلد الوليد وتقع حاليا في إسبانيا.
- 10 يناير - النورمان يحتلون باليرمو في صقلية.

## مواليد
- ابن زهر
- تانكرد

## وفيات
- 15 ديسمبر - السلطان السلجوقي ألب أرسلان. (ولد 1029 م).